# Gauting (Einheit)
Gauting war ein Gewichtsmaß für Reis und galt auf Java. Ein Gauting war etwa 14,5 Pfund des Zollvereins, beziehungsweise 12,344 Wiener Pfund. 
- 1 Gauting = 6916 Gramm[2]